# Породична отуђеност
Породична отуђеност је губитак претходно постојећег односа између чланова породице, физичким и/или емоционалним дистанцирањем, често у мери у којој је занемарљива или никаква комуникација између укључених појединаца током дужег периода. Породична отуђеност може бити резултат директних интеракција међу члановима породице - укључујући трауматична искуства насиља у породици, злостављања, занемаривања, родитељског лошег понашања, попут понављајућих експлозивних испада или интензивних брачних сукоба и неслагања, поремећаја везаности, различитих вредности и уверења, разочарења, великих животних догађаја или промена или лоша комуникација - или од укључивања или мешања треће стране.   
На пример, како дете прелази у одраслу доб, може престати да комуницира са родитељима или са другим члановима породице. У другом сценарију, родитељ може да престане да комуницира са дететом због животних избора. У оба случаја породично отуђење може да створи међугенерацијски јаз који може трајати годинама и понављати се у наредним генерацијама.   

## Преглед
Породична отуђеност јесу прекинути односи између родитеља, баба и деда, сестре и брата и деце. Иако породично отуђење може започети у било којој животној фази, оно често почиње у касној адолесценцији или раној одраслој доби.    

## Разлози отуђења
Сексуална оријентација члана породице, избори супружника, родни идентитет, инвалидитет, религија или недостатак истог могу узроковати да се поједини чланови породице осећају невољеним или неприхваћеним, што може довести до почетка отуђења или до тога да родитељи одбаце своје дете.  Животни избори у вези са образовањем и професијом су други потенцијални разлози за отуђење, као и развод. 